# Christoffer Gade Rude
Christoffer Gade Rude (26. dubna 1839, Drammen – 6. března 1901) byl norský fotograf z Drammenu.

## Životopis
Rude měl fotografický ateliér v Drammenu od roku 1865 až do své smrti. Kromě toho provozoval pobočku v Christianii. Jeho syn byl fotograf Ernest Rude.

## Galerie

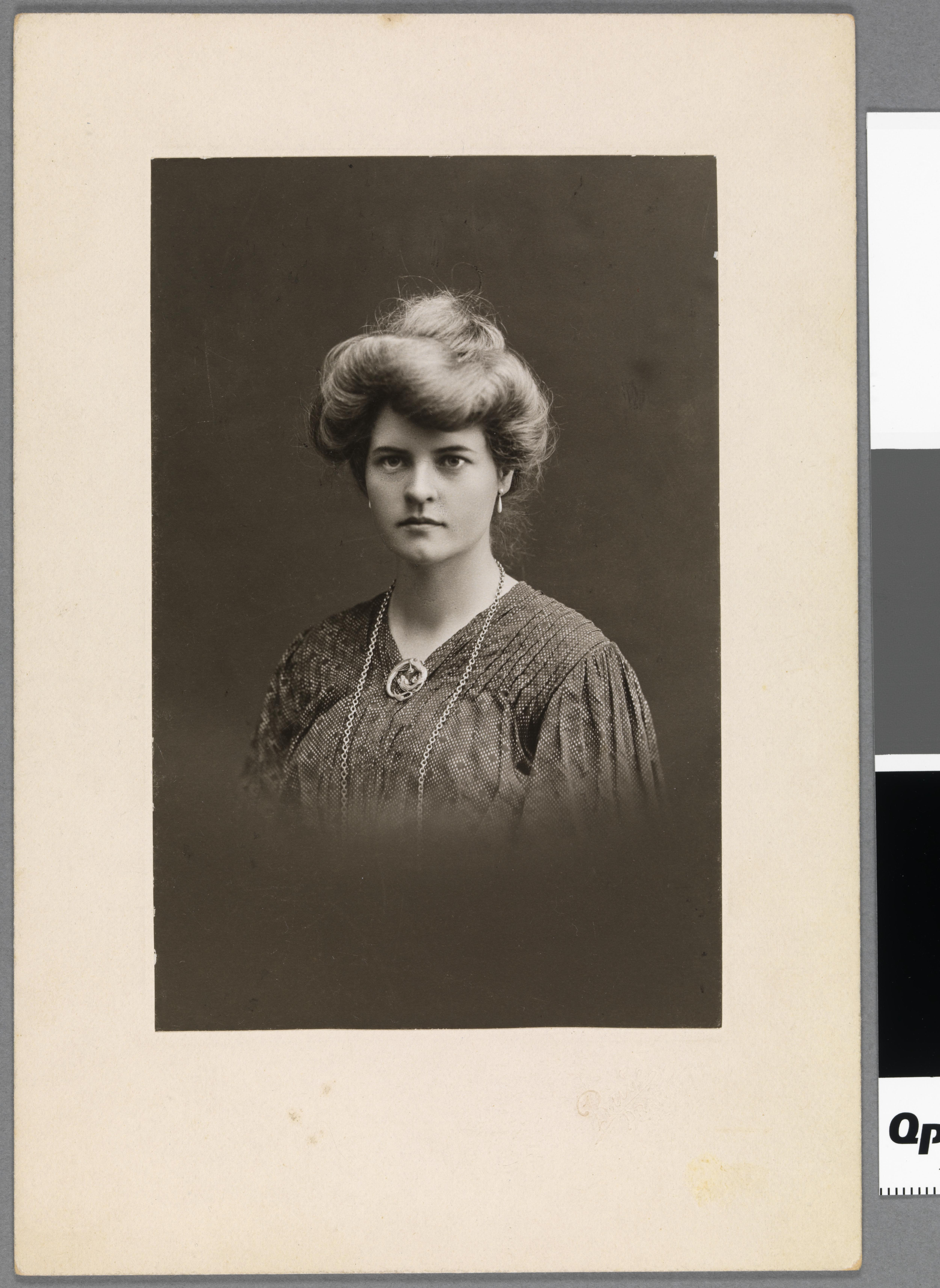
Marie Hamsun
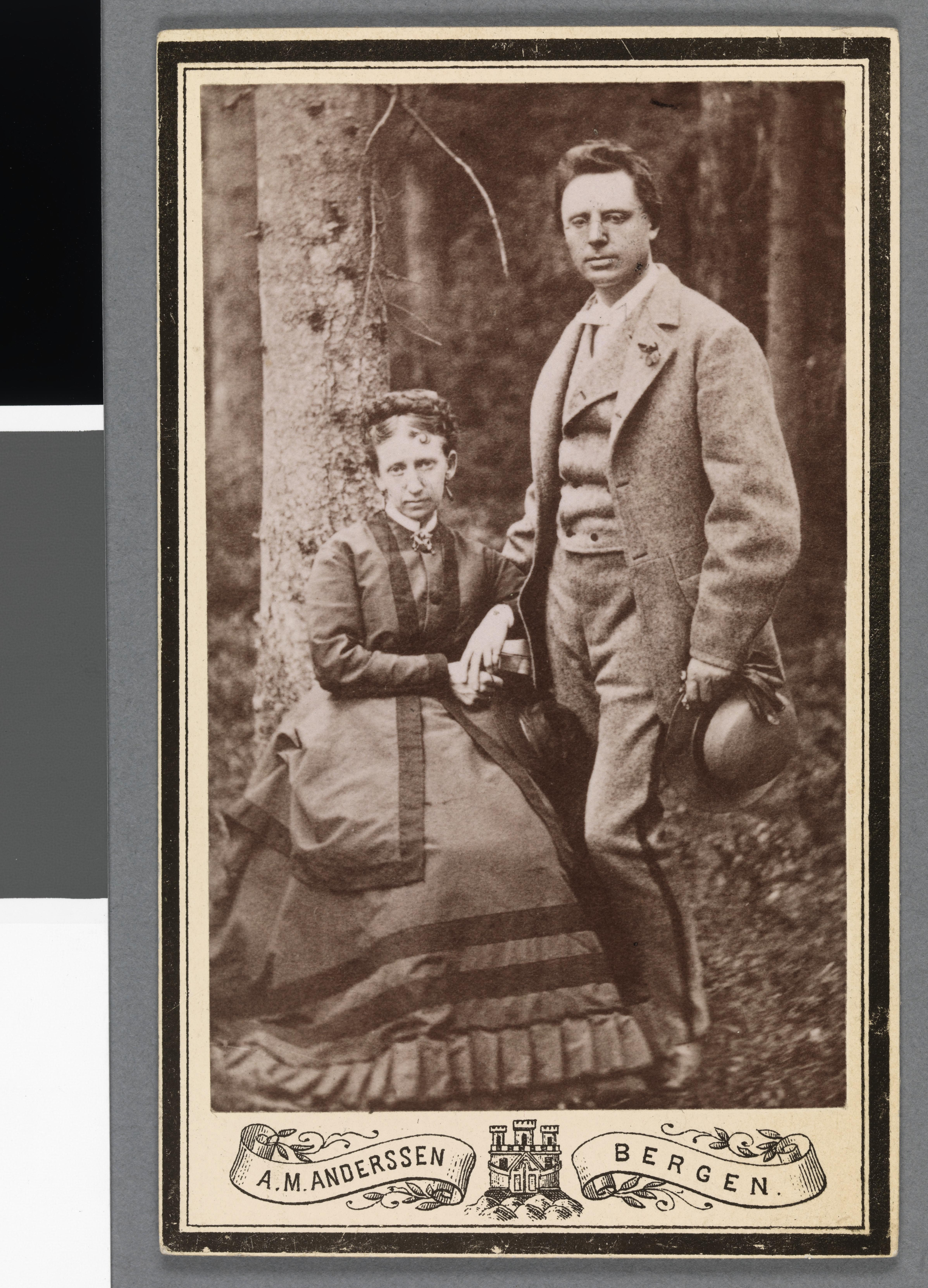
Thomasine a Jonas Lie, 1871
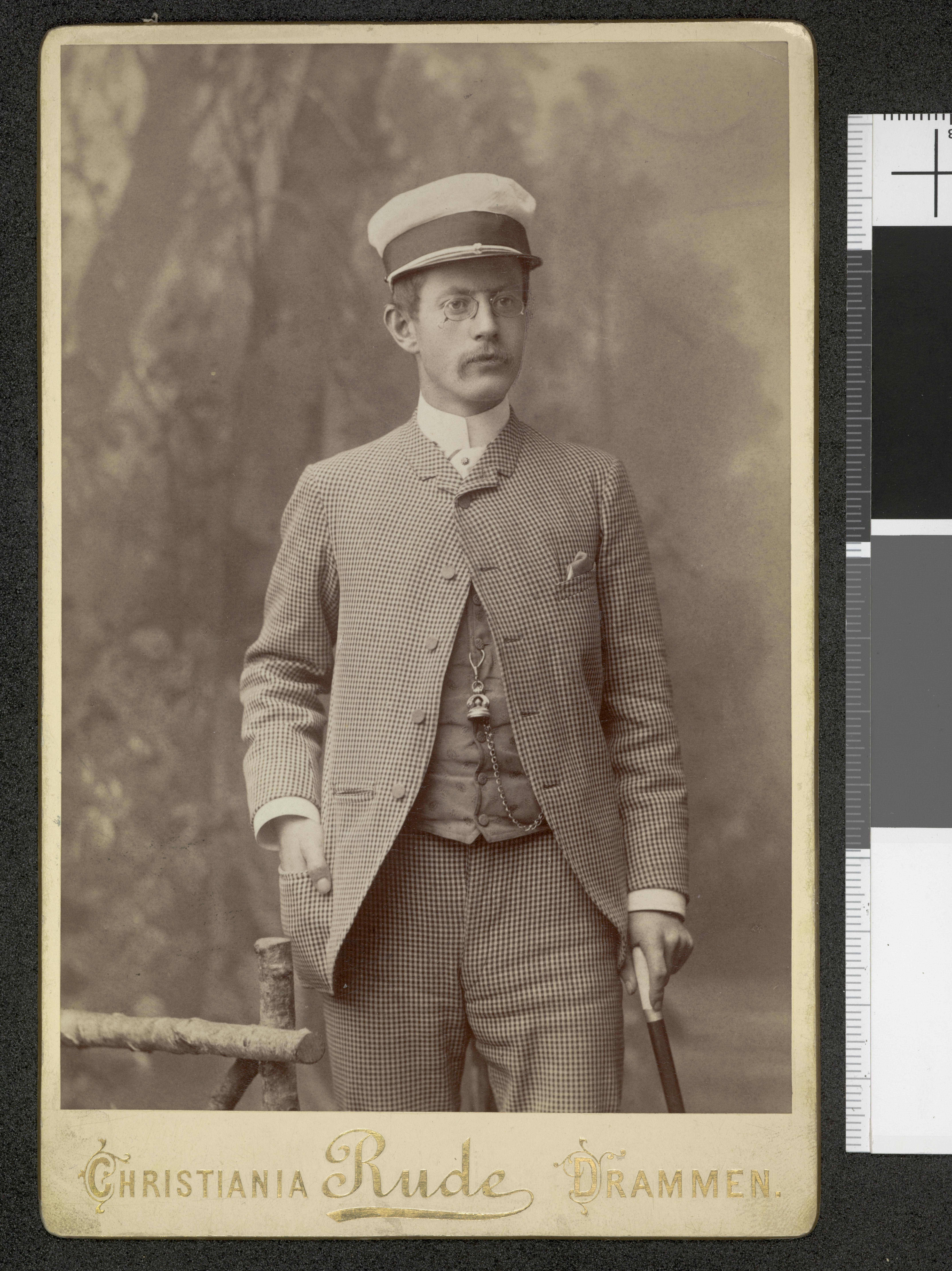
Neznámý muž, asi 1889
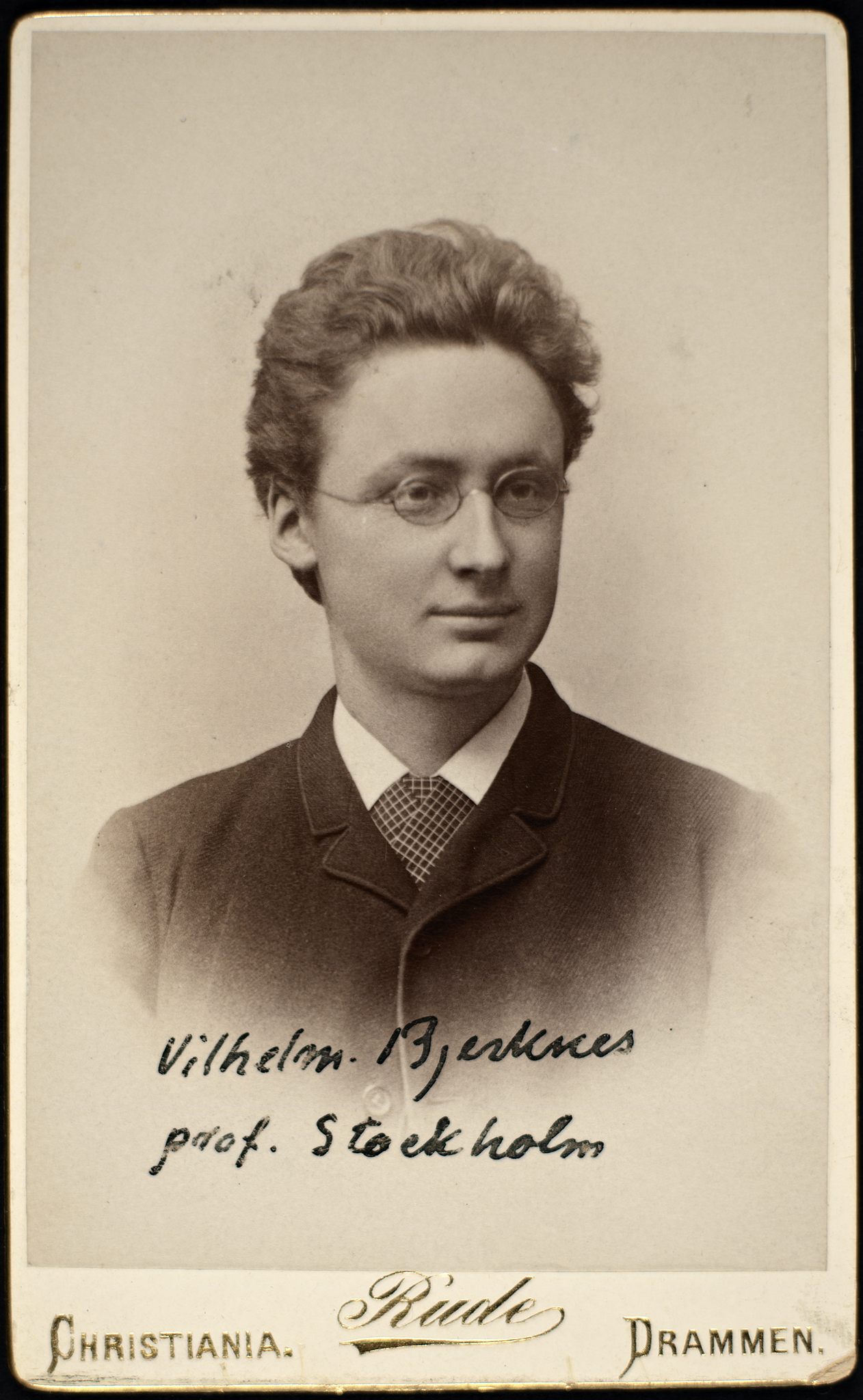
Vilhelm Bjerknes
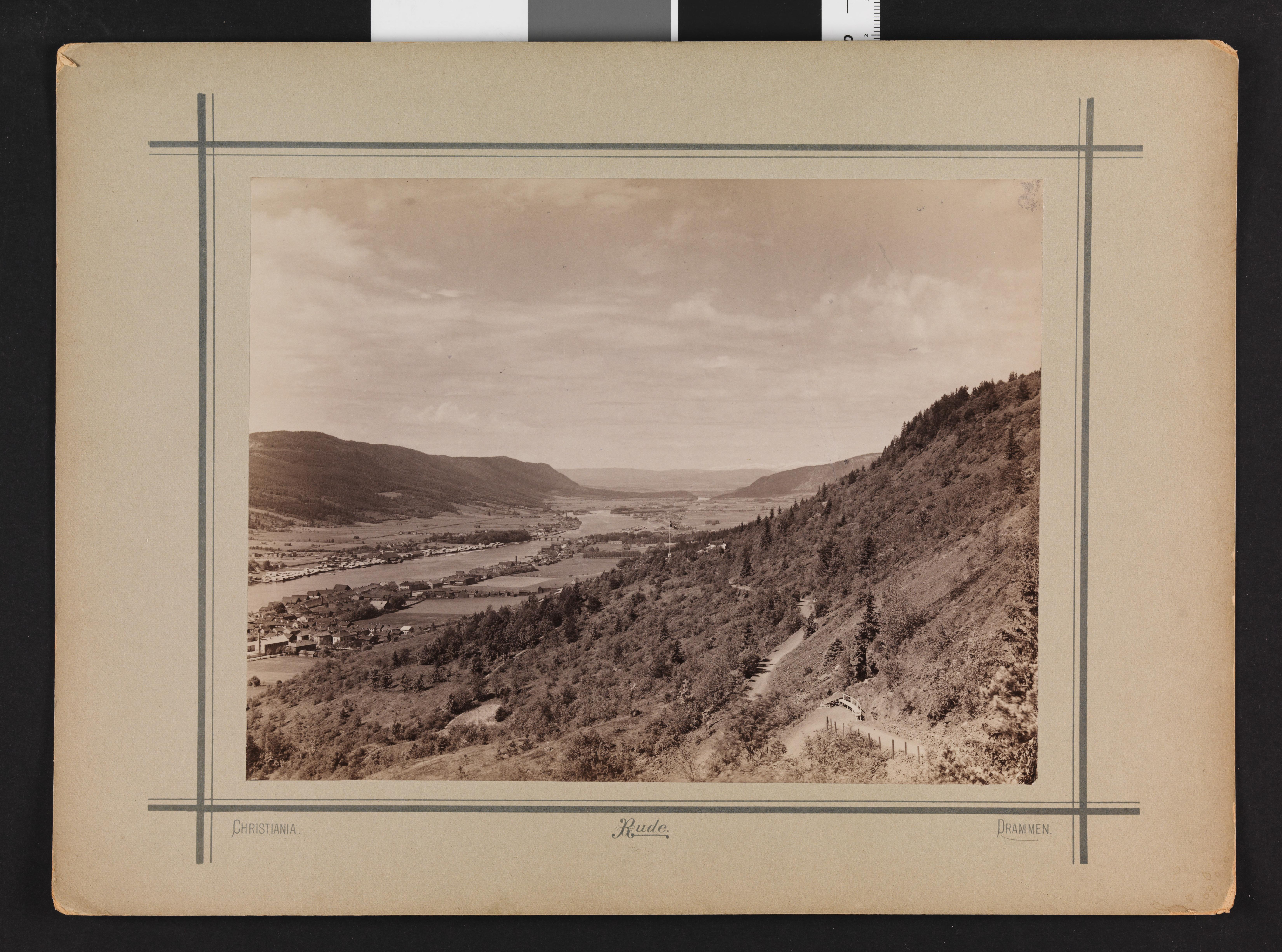
Drammen, Buskerud
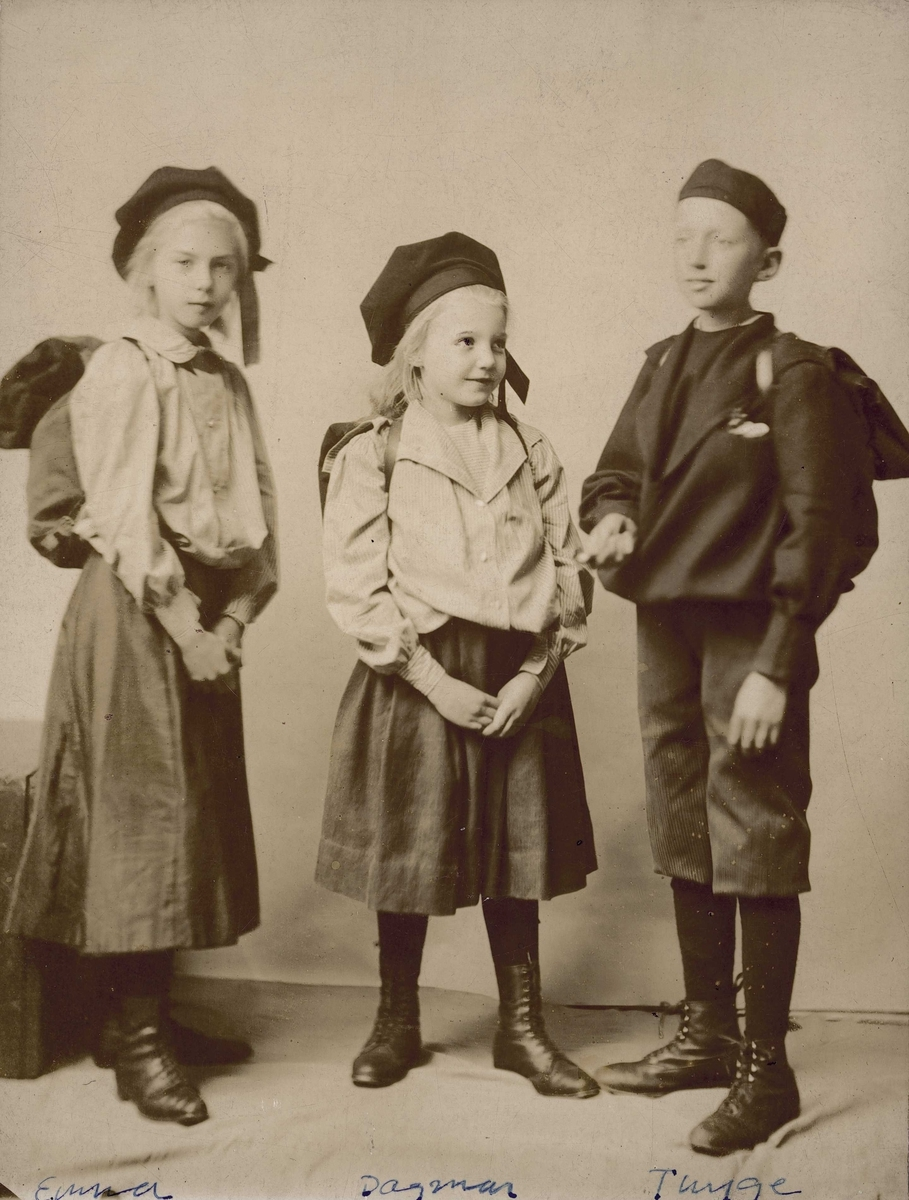
Emma Christine, Dagmar a Thyge Matthiasenovi, asi 1900
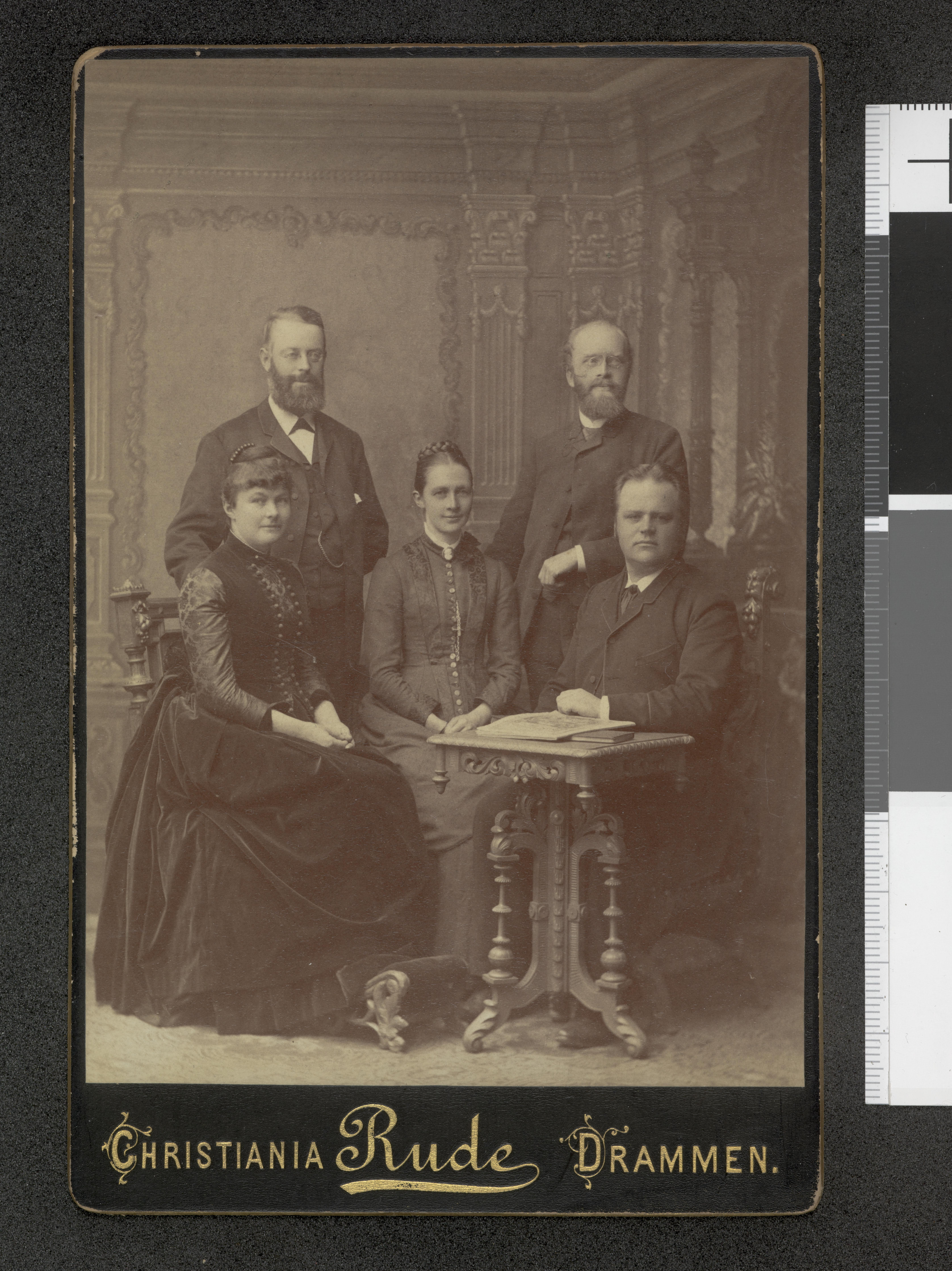
Skupinový portrét, Ida, Wollert Konow a Viggo Ullmannovi